# معركة سينجولي
دارت معركة سينغولي (1336 م) بين قوات ميوار بقيادة هامير سينغ وقوات سلطنة دلهي بقيادة محمد تغلق في سينغولي في ماديا براديش الحالية بالهند، والتي هزم فيها هامير سينغ تغلق. واعتقل محمد تغلق . 
سيطر هامير سينغ على ميوار بطرده جيزا ابن مالديف، تابع لسلطنة دلهي. هرب جيزا إلى بلاط محمد تغلق في دلهي، مما دفع تغلق نفسه للسير نحو ميوار بجيشه القوي. في المعركة التي تلت ذلك، هُزم جيش تغلق وأسر محمد تغلق. واحتجز في سجن شيتورغاره لمدة ثلاثة أشهر وأفرج عنه بعد أن تنازلت السلطنة عن أجمير ورانثامبور وناغور وسوبور ؛ ودفع 50 ألف روبية و 100 فيل كفدية إلى هامير سينغ.   الرواية أعلاه وفقًا لسجلات الراجبوت. أما وفقًا لريما هوجا وماجومدار، لا يمكن اعتبار هزيمة السلطان وسجنه حقيقة. ومع ذلك، فإن نقشًا في معبد جايني يعود تاريخه إلى عام 1438 يشهد على أن قوات رانا هامير سينغ هزمت جيشًا مسلمًا؛ ربما كان هذا الجيش السلطاني بقيادة بعض الجنرالات، وليس محمد بن تغلق نفسه.

## ما بعد الكارثة
سيطر هامير سينغ على أجمير ورانثامبوري وناغور وسوبور، كما تم الاعتراف بسلطته من قبل زعماء راجبوت الآخرين. 